# عبدالمقیم ناصحی
عبدالمقیم ناصحی (زاده ۱۳۲۷)، روحانیِ سیاست‌مدار اصولگرای ایرانی، عضو چهارمین دوره شورای شهر تهران (دوره ۱۳۹۲ تا ۱۳۹۶) که در انتخابات این دوره در لیست آبادگران ایران اسلامی قرار داشت. وی همچنین عضو علی‌البدل سومین دوره شورای شهر تهران بود.
از سوابق اجرایی و اجتماعی ناصحی می‌توان به مدیر اجرایی و عضو شورای مرکزی جامعه روحانیت مبارز، مشاور عالی شهردار تهران و رئیس مرکز فعالیت‌های دینی اشاره کرد.
ناصحی در چهارمین دوره انتخابات شورای شهر تهران در لیست آبادگران ایران اسلامی قرار داشت و توانست به شورای شهر تهران راه پیدا کند.
پیش از آن نیز ناصحی که عضو علی‌البدل سومین دوره شورای شهر تهران بود، چند روز پیش از پایان کار دورهٔ سوم و پس از استعفای محمدعلی نجفی برای حضور در سازمان میراث فرهنگی، صنایع دستی و گردشگری، جایگزین وی شد.

## اتهامات فساد
پس از تشکیل سازمان ورزش شهرداری تهران، شهردار پیشین تهران محمدباقر قالیباف با اعمال نفوذ و با امتیازدهی به برخی از اعضای شورای شهر مانند علیرضا دبیر و عبدالمقیم ناصحی و هماهنگی با وزارت ورزش و جوانان، مدیریت بیش از هزار مجموعه ورزشی در مناطق ۲۲گانه تهران را به سازمان ورزش شهرداری تهران واگذار کرد. همچنین اداره سرمایه‌گذاری‌های مردمی سازمان ورزش شهرداری تهران به سرپرستی مهدی ناصحی، پسر عبدالمقیم ناصحی، تمام مناقصات این سازمان را برگزار کرده است. مهدی ناصحی ابتدا از حراست سازمان ورزش با توصیه پدرش در شورای شهر، سرپرست اداره حقوقی و پس از آن رئیس اداره سرمایه‌گذاری‌های مردمی شد. عبدالمقیم ناصحی در ائتلاف با قالیباف، پسر اوّل خود، مجید ناصحی را نیز در شهرداری تهران در سمت معاون شهردار یکی از مناطق استخدام و پسر دومش را هم وارد سازمان ورزش شهرداری تهران کرد.
مهدی ناصحی پسر عبدالمقیم ناصحی با گزینش افراد متقاضی شرکت در مناقصه و اخذ مبالغ هنگفت غیررسمی، مجموعه‌ها را به شخص مورد نظرش واگذار می‌کرد. یکی از پیمانکاران سازمان ورزش شهرداری تهران در این باره می‌گوید: «من به عنوان مربی فوتبال و پیشکسوت باشگاه پرسپولیس، برای گرفتن یک زمین چمن پیش آقای ابوالقاسم‌پور رفتم که شنیده بودم مشاور رئیس سازمان ورزش است. من را به جوانی به اسم آقای مهدی ناصحی، رئیس اداره سرمایه‌گذاری‌های مردمی سازمان ورزش، معرفی کرد و آقای ناصحی لیستی از ورزشگاه‌ها را در نقاط مختلف تهران به من نشان داد. یکی از ورزشگاه‌ها را نشانم داد و گفت، قیمت کارشناسی‌ای که برای این ورزشگاه تعیین شده، حدود صد میلیون اجاره ماهیانه است. بعد از بررسی قبول کردم و ناصحی از من خواست علاوه‌بر خودم شخص دیگری را به‌صورت صوری برای شرکت در مناقصه با قیمت پیشنهادی پایین‌تری معرفی کنم تا مشکل قانونی برای مزایده وجود نداشته باشد. ناصحی قبل از مناقصه شرط کرده بود که برای برنده شدن در مناقصه، باید به عنوان اسپانسر صد میلیون به یک تیم فوتبال پرداخت کنم. بعد از مناقصه و پرداخت مبلغ مورد نظرشان، متوجه شدم که این تیم فوتبال به اسم «یاران رادبوی» متعلق به رئیس اداره اماکن ورزشی، آقای فرزاد رادبوی است.» در سال ۱۳۹۷، فرزاد رادبوی با حمایت علیرضا دبیر و عبدالمقیم ناصحی، سرپرست اداره اماکن ورزشی سازمان ورزش شهرداری تهران شد.